# Imre Mátyás
Imre Mátyás (* 10. September 1957; † 7. Juli 2012) war ein ungarischer Sportjournalist und Fußballfunktionär.

## Werdegang
Weite Teile der Biografie Mátyás' sind unbekannt, angeblich lebte er in den 1980er Jahren als Straßenmusikant in Frankreich. Später arbeitete er als Sportjournalist und Fotograf für verschiedene Medien in Ungarn, er galt als einer der ersten Vertreter des modernen Online-Journalismus in seinem Heimatland. Der Autor verschiedener Fußball-Bücher arbeitete für zahlreiche ungarische Zeitungen wie Nemzeti Sport, Sport Plusz und Napi Ász sowie Sportgéza.
Mátyás gründete mit dem Online-Portal nb1.hu das erste ungarische Fußball-Onlineportal. Über dieses Portal initiierte er die Auszeichnung ungarischer Fußballer mit dem Goldenen Ball, einer alternativen Auszeichnung als Ungarns Fußballer des Jahres zur entsprechenden Auszeichnung durch den ungarischen Fußballverband.
Seit 2009 war Mátyás für die UEFA als Medienoffizier tätig, in dieser Funktion begleitete er unter anderem die Europameisterschaft 2012. Trotz schwerer Krankheit blieb er dort bis zum Viertelfinalspiel zwischen Spanien und Frankreich, abschließend kehrte er nach Ungarn zurück, wo er verstarb.